# La passione di Cristo (film 2004)
La passione di Cristo (The Passion of the Christ) è un film del 2004 diretto da Mel Gibson.
Il film racconta le vicende di Gesù di Nazareth nei suoi ultimi giorni di vita, noti come la passione di Gesù, fino al momento della sua crocifissione. L'opera, considerata un colossal cinematografico, è stata un enorme successo al botteghino, incassando oltre 600 milioni di dollari.
La passione di Cristo è stata al centro di numerose controversie, sia per l'eccessivo uso della violenza sia per essere stato giudicato da una parte del pubblico e da alcuni media un'opera antisemita. Nonostante abbia ricevuto tre nomination ai Premi Oscar, la critica ha accolto il film in maniera mista.
Il film, interamente girato in Italia (tra Matera e Cinecittà), è stato realizzato utilizzando esclusivamente la lingua latina, aramaica ed ebraica.

## Trama
Nelle ore tarde della notte, nel giardino boscoso del Getsemani, Gesù prega mentre i suoi discepoli Pietro, Giacomo e Giovanni, i figli di Zebedeo, dormono. Mentre prega in isolamento, Satana gli appare in forma androgina e lo tenta, affermando che nessuno può sopportare il peso che Dio gli chiede: soffrire e morire per i peccati dell'umanità. Il sudore di Gesù si trasforma in sangue e gocciola a terra mentre un serpente emerge dalle sembianze di Satana. Gesù sente i suoi discepoli chiamarlo e rimprovera Satana schiacciando la testa del serpente.
Giuda Iscariota, un altro dei discepoli, volendo forzare Cristo a usare i suoi poteri perché liberi gli ebrei dai romani, decide di tradirlo solo per costringerlo a fare ciò che sperava credendo che se avesse messo il suo maestro in una situazione di grave pericolo avrebbe usato i suoi poteri divini di Figlio di Dio per liberarsi dai suoi oppressori e condurre gli ebrei alla libertà. Così, dopo aver ricevuto un compenso di 30 monete d'argento, conduce un gruppo di guardie del Tempio nella foresta e tradisce l'identità del Maestro. Quando le guardie lo arrestano, scoppia una rissa in cui Pietro estrae la spada da un fodero e mozza l'orecchio di Malco, una delle guardie e servo del sommo sacerdote Caifa. Gesù raccoglie l'orecchia mozzata e compie l'ultimo suo miracolo rimarginandogliela sulla ferita di Malco, rimproverando Pietro pur sapendo che voleva solo difenderlo come gli aveva promesso, ma Gesù decide di andare incontro al suo destino pur sapendo cosa gli accadrà. Mentre gli altri apostoli fuggono, le guardie assicurano Gesù e lo picchiano durante il viaggio verso il Sinedrio. Giuda, che assiste alle percosse e ai maltrattamenti a cui Gesù viene sottoposto, lo istiga a usare i suoi poteri per liberarsi e dimostrare ai suoi nemici che è il Figlio di Dio, ma ancora una volta Gesù non cede lasciando Giuda scioccato e sconvolto dal vedere ciò in quanto non era quello che sperava che accadesse: ciò gli fa realizzare di aver commesso un terribile errore.
Giovanni informa Maria, madre di Gesù, e Maria Maddalena dell'arresto, mentre Pietro segue Gesù e i suoi rapitori. Maddalena implora una pattuglia romana di passaggio di intervenire, ma una guardia del tempio assicura loro che è pazza. Gesù viene processato nonostante l'obiezione di alcuni altri sacerdoti, che vengono espulsi dal tribunale. Contro di lui vengono mosse false accuse e testimoni. Alla domanda di Caifa se è il Figlio di Dio, Gesù risponde "Io sono". Il sommo sacerdote, al colmo dell’ira, incapace di accettare la verità si strappa le vesti e condanna Gesù a morte per blasfemia. Fuori dal palazzo, Pietro si confronta con la folla circostante che lo riconosce come seguace di Gesù, ma questi nega di esserlo. Dopo aver imprecato contro la folla durante il terzo diniego, Pietro fugge quando ricorda l'avvertimento di Gesù. Giuda, intanto, pentitosi del tradimento di un innocente, tenta di restituire il denaro che gli è stato pagato per liberare Gesù, ma viene rifiutato dai sacerdoti; a questo punto si isola e viene tormentato da un gruppo di bambini che gli rivelano di essere demoni. Giuda fugge dalla città e si impicca con una fune presa da un asino morto.
Caifa porta Gesù davanti a Ponzio Pilato per essere condannato a morte. Su sollecitazione di sua moglie Claudia, che conosce lo status di Gesù come uomo di Dio, e dopo averlo interrogato e non trovando alcuna colpa capendo che Caifa e i sacerdoti lo hanno accusato falsamente per invidia, il governatore lo trasferisce alla corte di Erode Antipa (poiché Gesù è di Nazareth in Galilea, che è sotto la giurisdizione di Antipa). Dopo che Gesù è stato ridicolizzato alla corte di Erode ed è tornato, Pilato offre alla folla lì radunata la possibilità di scegliere se rimettere in libertà Gesù o il brigante Barabba. La folla istigata da Caifa chiede che Barabba sia liberato e Gesù crocifisso. Tentando di placare la folla, Pilato, non volendo che Gesù muoia poiché ormai ne ha capito la chiara innocenza, ordina che Gesù venga soltanto duramente castigato. Gesù viene quindi brutalmente flagellato, maltrattato e infine deriso dalle guardie romane. Dopo il supplizio viene portato in una stalla dove gli mettono una corona di spine sulla testa e lo prendono in giro dicendo "Ti saluto, re dei Giudei". Uno stremato Gesù viene poi presentato davanti a Pilato, che vorrebbe di nuovo liberarlo, mentre Caifa con l'incoraggiamento della folla, continua a chiedere che Gesù sia invece crocifisso. Pilato, dopo essersi lavato le mani, con riluttanza ordina la crocifissione di Gesù. Satana osserva le sofferenze di Gesù con sadico piacere.
Mentre Gesù porta una pesante croce di legno lungo la Via Dolorosa fino al Calvario, Veronica, una donna, evita la scorta dei soldati e chiede a Gesù di asciugarsi il viso con il suo panno, poi gli offre un bicchiere d'acqua da bere, ma una guardia la scaglia via e la disperde. Durante il viaggio verso il Golgota, Gesù viene picchiato dalle guardie fino a quando il riluttante Simone di Cirene è costretto a portare con sé la croce. Alla fine del loro viaggio, con sua madre Maria, Maria Maddalena e altri che testimoniano, Gesù viene crocifisso.
Appeso alla croce, Gesù prega Dio Padre chiedendo perdono per le persone che lo hanno tormentato e offre la salvezza a un ladro penitente crocifisso accanto a lui. Alle tre di pomeriggio, cede il suo spirito al Padre e muore. Una sola goccia di pioggia cade dal cielo a terra, innescando un terremoto che distrugge il tempio e squarcia in due il velo che ricopre il Sancta Sanctorum. Satana urla sconfitto dalle profondità dell'Inferno. Il corpo di Gesù viene infine deposto dalla croce e sepolto. Tre giorni dopo, Gesù risorge; il suo corpo scompare dall'interno del telo sindonico che si affloscia quindi su se stesso, ed esce dal sepolcro, con i fori delle ferite visibili sui palmi delle mani.

## Produzione

### Sceneggiatura
La trama del film cerca di seguire il racconto dei Vangeli creando una sinossi-armonizzazione di essi data la loro complementarità (vedi tavola sinottica in Passione di Gesù). Alcune delle scene sono tratte dai diari di Anna Katharina Emmerick, una mistica tedesca vissuta tra il 1774 e il 1824 – in particolare dal suo libro La dolorosa passione del Nostro Signore Gesù Cristo –, da Mistica Città di Dio di María di Ágreda e da L'Evangelo come mi è stato rivelato di Maria Valtorta. Secondo il giornalista del New York Times Stephen Prothero, Mel Gibson si sarebbe ispirato anche alla Storia di Cristo di Giovanni Papini per il suo film.
Secondo Prothero, «Gibson e Papini hanno molto in comune. (…) Entrambi sono cattolici tradizionalisti approdati a un'intensa fede in età matura (…). Ognuno presenta il suo Gesù con la gioia e talvolta il fanatismo di un neofita. A differenza della Passione di Cristo di Gibson, che si limita a raccontare le ultime 12 ore della vita di Gesù, il volume di Papini copre l'intera storia. Il libro, però, tende inesorabilmente verso il processo e la croce, dove i farisei si trasformano in serpenti (Pharisaical vipers) e la violenza si scatena incontrollabile. Il Gesù di Papini è indiscutibilmente divino, ma è anche intrappolato nella tomba del corpo. Così è anche Gesù di Gibson: un Servo Sofferente che soffre le torture per noi, espira il suo ultimo respiro per noi e ci viene incontro nella presenza reale dell'Eucaristia».

### Riprese
Per ricreare maggior realismo, il film è stato interamente girato in latino, in ebraico e in aramaico, le lingue del tempo, e sottotitolato nelle lingue moderne. La ricostruzione dei dialoghi in aramaico, lingua che nella versione parlata allora in Giudea (il cosiddetto "aramaico maccabaico"), ci è nota solo con una certa approssimazione, è stata affidata al gesuita statunitense William Fulco, mentre per il latino è stata scelta la pronuncia ecclesiastica in luogo della restituta, verosimilmente utilizzata dai Romani di quel periodo.
II film è stato interamente realizzato in Italia con un cast in prevalenza composto da attori italiani. Gli esterni del film sono stati girati in Basilicata, nelle città di Matera (come aveva fatto Pasolini nel Vangelo secondo Matteo del 1964) e Craco, paese fantasma della provincia materana. Gli interni del film presso gli studi di Cinecittà a Roma. Le riprese del film si sono svolte in 79 giorni, dal 4 novembre 2002 al 23 gennaio 2003; il budget è stato di 30000000 $.
Sono molti gli aneddoti che girano attorno alla lavorazione del film, avvenuta su un set blindato, nel freddo inverno lucano. Il coinvolgimento emotivo e spirituale è stato forte anche da parte di chi non si poteva dire credente: un esempio fu la conversione dell'attore Pietro Sarubbi (Barabba), che ha dichiarato di aver abbracciato il cristianesimo proprio sul set della pellicola.
L'interprete del Cristo, l'attore cattolico statunitense James Caviezel, è stato assistito per tutte le riprese da un sacerdote; nelle pause di lavorazione recitava il rosario per trarre ispirazione. Nella maggior parte delle scene nel film dove vi è Gesù morente sulla croce, Caviezel è stato sostituito con una fedele ricostruzione robotica del valore di circa 350000 $, un eccellente "lavoro in ecopelle" in modalità animatronica per muovere la testa e gli arti, ansimare e far uscire fiotti di sangue e creato dal maestro degli effetti speciali Keith Vanderlaan, il quale aveva già esibito le sue truculente qualità in altri film come Dracula e Hannibal. Caviezel ha comunque girato le scene sulla croce, ma solo quelle dove recitava. Tra l'altro girò quelle scene in pieno inverno, quando la temperatura raggiungeva a malapena i 5° gradi a Matera; questo e la presenza di un forte vento gli costarono ipotermia e polmonite. La ricostruzione robotica è stata usata per il momento dell'inchiodamento alla croce e per le riprese in cui Cristo non dialoga, per le scene d'effetto.
Nella scena in cui il primo chiodo viene puntato nel palmo della mano di Cristo e poi affondato nella croce, la mano dell'inchiodatore è quella di Mel Gibson. È sempre la mano di Gibson che aiuta ad alzarsi Monica Bellucci (Maria Maddalena) nella scena in flashback della lapidazione. Per la flagellazione invece è stato applicato un accurato make-up sul dorso e torace dell'attore, in modo da avere l'effetto più realistico possibile della carne lacerata dalle fruste dei soldati munite di uncini (flagelli), anche se durante l'esecuzione del flagrum gli interpreti dei soldati romani simulavano con le fruste (prive di uncinetti sulle corde) di colpire il dorso di Caviezel e solo successivamente durante la post produzione tramite la CGI sono stati applicati sia gli uncinetti alle corde delle fruste nel momento del colpo che l'effetto dei tagli sulla pelle dell'attore.
In un'intervista rilasciata a Newsweek, Jim Caviezel ha ammesso di aver sofferto fisicamente durante le riprese, subendo perfino un intervento chirurgico al cuore. Mel Gibson pare abbia pagato di tasca sua tutte le cure, in segno di gratitudine per aver sottoposto l'attore a un forte stress psicofisico.

## Distribuzione
Il film è uscito nelle sale cinematografiche degli Stati Uniti il 25 febbraio 2004 (Mercoledì delle ceneri). In Italia, invece, è uscito nelle sale il 7 aprile 2004 (Mercoledì santo)

### Divieti
Negli USA il film è stato distribuito con il divieto ai minori di 17 anni non accompagnati da un adulto, nei Paesi Bassi e Nuova Zelanda ai minori di 16 anni; ancora di più, Gran Bretagna e Canada hanno adottato il visto censura ai minori di 18. In Italia, invece, il film è stato distribuito senza alcun tipo di censura.

## Accoglienza
Alla sua uscita nelle sale, La passione di Cristo ha scatenato feroci dibattiti, specie per le accuse di eccessivo ricorso alla violenza e di antisemitismo.

### Incassi
Il film ha ottenuto un grande successo, incassando a livello mondiale 611899420 dollari: in particolare, negli Stati Uniti ben 370782930, in Italia 19939336 euro. È nella top 5 dei film che hanno incassato di più nel 2004 ed è risultato così il film più visto nelle festività di Pasqua dello stesso anno.

### Critica
Ne Il Morandini gli è stato assegnato il voto minimo (1 su 5) e viene annotato: «Per chi crede come noi che l'estetica sia inseparabile dall'etica, è un film esteticamente ignobile e non religioso nel suo efferato dolorismo. I registi consapevoli (la storia della tortura ridonda nel Novecento e continua nel Duemila) si pongono il modo di come affrontarla. Gli attuali cattolici da Controriforma, i nemici (vescovi compresi) del Concilio Vaticano II e i seguaci di monsignor Lefebvre esaltano, si commuovono, raccomandano un film splatter sulla passione del Nazareno in cui Gibson, non nuovo alle imprese filmiche sotto il segno del sadomasochismo, lo passa al tritacarne per la maggior parte delle due ore di spettacolo con compiacimento maniacale. Dal lancio dei trenta denari al corvo che strappa un occhio al ladrone cattivo, l'elenco delle volgarità sarebbe lungo. Non mancano i discutibili cenni storici (Ponzio Pilato gentiluomo?). Più che antisemita, è un film antigiudaico, ma la questione è opinabile. E i romani allora? Nei film cristologici di Hollywood sono stati quasi sempre raccontati come i nazisti dell'antichità, ma Gibson e il suo cosceneggiatore li fanno anche stupidi nella loro ferocia inverosimile».
Anche il dizionario di Paolo Mereghetti attribuisce alla pellicola il voto minimo. Al contrario, Pino Farinotti ha assegnato al film 5 stelle su cinque. Allo stesso modo, il critico statunitense Roger Ebert ha assegnato al film 4 stelle su 4, specificando nella recensione che, sebbene impressionato dal livello di violenza, si è più che altro concentrato sulle intenzioni e sulla coerenza del regista; mentre il critico Jami Bernard lo ha definito "violentemente antisemita". Sul sito Rotten Tomatoes ha il 49% di recensioni positive. La pellicola ha ricevuto altre critiche ancora per il tipo di concezione della dottrina dell'espiazione che implicitamente presenta sullo schermo. Silvio Danese, sulle colonne de La Nazione, lo stronca con un voto di 3 su 10 e definendolo "Pasqua letale", "Via Crucis di Rambo", "privo di mistero e spiritualità" e finanche "antireligioso".
Nei giorni antecedenti all'uscita del film negli USA, si disse che papa Giovanni Paolo II visionò la pellicola nel corso di una proiezione in anteprima e che avesse commentato dicendo: «It is as it was» («il film è come fu la passione»). Tuttavia questa affermazione è stata più volte smentita da alcuni assistenti del Papa e attribuita a una volontaria campagna di promozione. Il film è riuscito comunque ad avere critiche positive, riguardanti specialmente la fotografia, il trucco e le interpretazioni, in particolare Jim Caviezel.

## Riconoscimenti
- 2005 – Premio Oscar
  - Candidatura per la migliore fotografia a Caleb Deschanel
  - Candidatura per il miglior trucco a Keith VanderLaan e Christien Tinsley
  - Candidatura per la miglior colonna sonora a John Debney
- 2005 – Critics Choice Award
  - Candidatura per il miglior film popolare
- 2004 – National Board of Review Award
  - Premio per la libertà di espressione
- 2004 – MTV Movie Award
  - Candidatura per la miglior performance maschile a James Caviezel
- 2004 – Satellite Award
  - Miglior regista a Mel Gibson

- 2005 – Nastro d'argento
  - Migliore scenografia a Francesco Frigeri
  - Migliori costumi a Maurizio Millenotti
  - Candidatura per il miglior attore non protagonista ex aequo a Luca Lionello e Mattia Sbragia
  - Candidatura per la miglior attrice non protagonista ex aequo a Monica Bellucci, Rosalinda Celentano e Claudia Gerini
- 2005 – People's Choice Award
  - Film preferito
- 2004 – Irish Film and Television Award
  - Candidatura per il miglior film internazionale

## Sequel
Nel novembre 2016, Mel Gibson ha annunciato il progetto del sequel, dal titolo The Passion of the Christ: Resurrection; il film, basato su un copione scritto da Gibson insieme a Randall Wallace, entrato in produzione nella primavera del 2023 e uscirà nelle sale nel 2026.
Nella primavera 2025 il regista ha effettuato sopralluoghi a Matera e località limitrofe, per scegliere i luoghi delle riprese esterne, annunciate per il settembre successivo.